# Artenay
Artenay ist eine französische Gemeinde mit 2009 Einwohnern (Stand 1. Januar 2022) im Département Loiret in der Region Centre-Val de Loire.

## Geografie
Die Stadt befindet sich in einer Ebene rund 20 Kilometer nördlich von Orléans und etwa 90 Kilometer südlich von Paris. Nachbargemeinden sind Dambron, Bucy-le-Roi, Baigneaux, Trinay, Poupry, Lion-en Beauce und Ruan.

## Geschichte
Das Gefecht bei Artenay am 10. Oktober 1870 war eine Episode des Deutsch-Französischen Kriegs von 1870/1871. Der deutsche Maler Otto von Faber du Faur erstellte ein 71,5 × 150,5 cm hohes Ölgemälde mit dem Titel Attacke des Dragoner-Regiments Nr. 5 bei Artenay 10. Oktober 1870. Das Gemälde auf Leinwand ist heute (2011) im Bestand des Bayerischen Armeemuseums in Ingolstadt. Am 3. Dezember 1870 kam es bei Artenay erneut zu einem Gefecht im Zuge der Schlacht von Orléans.
Louis Blériot gelang 1908 der erste Flug zwischen zwei Städten, von Toury nach Artenay.

## Bevölkerung

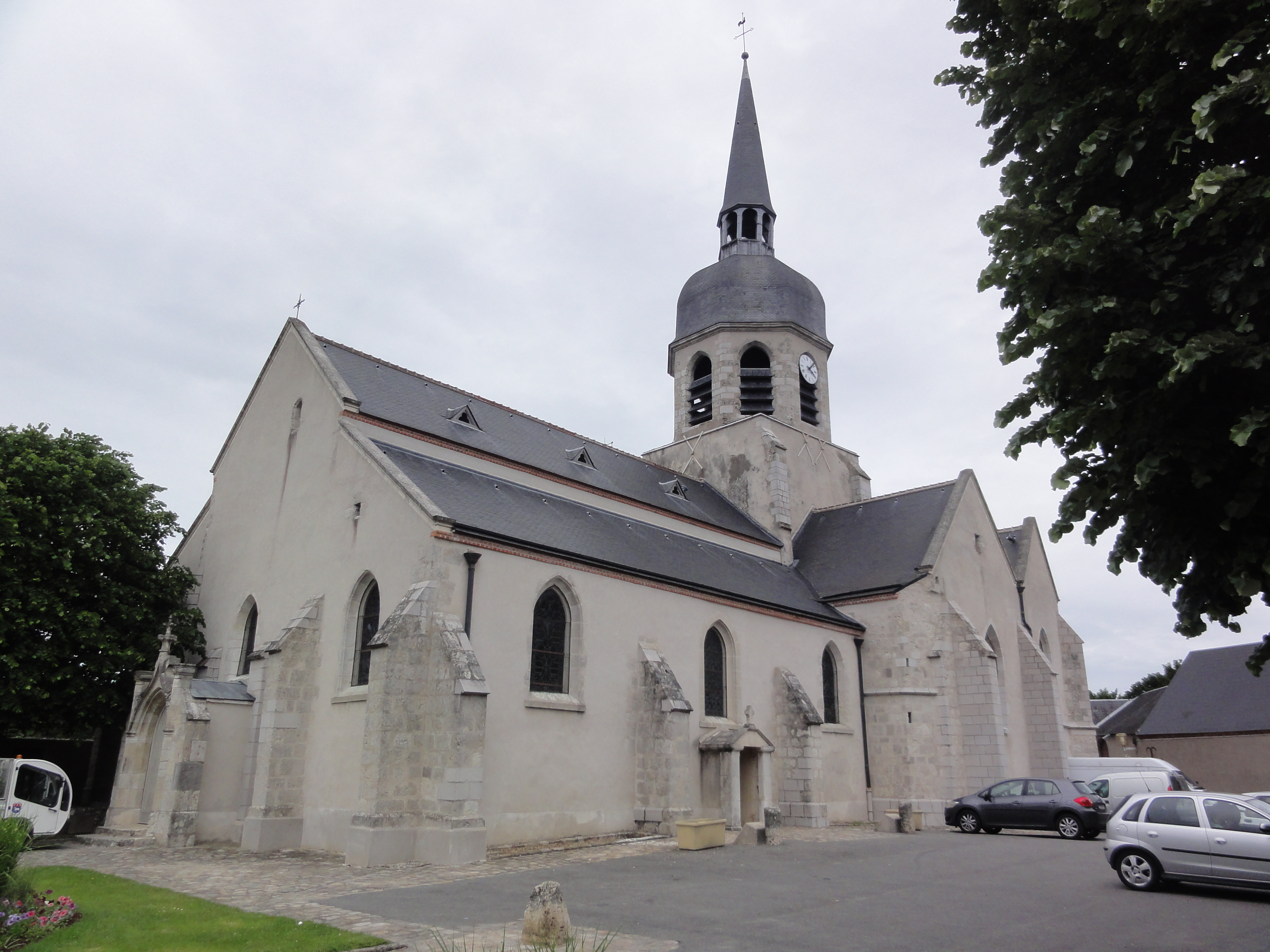
Kirche Saint-Victor

| Jahr                       | 1962 | 1968 | 1975 | 1982 | 1990 | 1999 | 2009 | 2017 |
| Einwohner                  | 1325 | 1514 | 1589 | 1939 | 2008 | 1940 | 1828 | 1890 |
| Quellen: Cassini und INSEE |      |      |      |      |      |      |      |      |

## Wirtschaft und Infrastruktur
In Artenay befindet sich eine Primarschule, die zur Hälfte von Schülern der umliegenden Gemeinden besucht wird.

### Wirtschaft
Die Gemeinde ist hauptsächlich landwirtschaftlich geprägt. Größtes Unternehmen ist eine Zuckerfabrik (am nördlichen Ortsrand zwischen der N 20 und der Bahnlinie). Die Zuckerfabrik gehört zur Tereos-Gruppe, dem weltweit zweitgrößten Zuckerhersteller. Jährlich werden hier ca. 60.000 Tonnen Zucker hergestellt. Die Beschäftigtenzahl beträgt 275 Personen (alle Zahlen von 2005).

### Infrastruktur
Die Verkehrsanbindung erfolgt über folgende Hauptstraßen:
- Autobahn A 10 Paris–Tours sowie
- Autobahn A 19 Courtenay–Artenay
- Nationalstraße N 20 (Paris–Orléans)
- Nationalstraße N 154 (Rouen–Artenay)

Die Bahnlinie von Paris nach Orléans führt durch Artenay.

## Persönlichkeiten
- Charles Gibier (1849–1931), Bischof
- Émile Anizan (1853–1928), Geistlicher, Sozialkatholik und Gründer der Kongregation Söhne der christlichen Liebe